# Enderun
Enderūn (pers. Andarūn, „wewnątrz”; tur. Enderūn) – wewnętrzna służba cesarska w pałacu sułtana osmańskiego, do której należeli urzędnicy, zajmujący się osobistą i prywatną obsługą sułtana, a także systemem szkół pałacowych. Enderūn podlegał nadzorowi naczelnika białych eunuchów, odpowiedzialnego za wewnętrzną część pałacu .